# Anastasio di Pavia
Anastasio di Pavia (VII secolo – Pavia, 30 maggio 680) è stato un vescovo italiano.
È considerato santo dalla Chiesa cattolica che lo ricorda il 30 maggio.

## Biografia
Come riportato da Paolo Diacono, Anastasio nacque cattolico, ma successivamente si convertì all'arianesimo e divenne vescovo ariano di Pavia, al tempo capitale del Regno longobardo. Più tardi, probabilmente dopo la morte di re Rotari, abbandonò l'arianesimo e divenne vescovo cattolico della stessa città.
Nel 679 prese parte al sinodo milanese presieduto dall'arcivescovo Mansueto per contrastare il diffondersi dell'eresia del monotelismo; il 27 marzo 680 prese parte al concilio romano, previsto in preparazione al sesto concilio ecumenico (che poi sarà il terzo concilio costantinopolitano, svoltosi tra il 680 e il 681). Fu uno dei firmatari con papa Agatone ed altri 125 vescovi della lettera sinodale inserita poi negli atti del concilio ecumenico.
Morì nel 680 o nel 681, probabilmente il 30 maggio, che è la data in cui si celebra la sua festa.